# Манноне, Вито
Вито Манноне (итал. Vito Mannone; 2 марта 1988, Дезио, Монца-э-Брианца, Ломбардия) — итальянский футболист, вратарь французского клуба «Лилль».

## Карьера
Манноне был подписан с подачи Арсена Венгера летом 2005 года, перейдя в лондонский «Арсенал» из «Аталанты». Контракт был подписан на три года, «Арсенал» заплатил «Аталанте» 350 тысяч фунтов стерлингов компенсации.
Дебютировал в составе Арсенала в конце сезона английской Премьер-лиге 2008/09 в матче против «Сток Сити» 24 мая 2009 года.
В связи с травмами Мануэля Альмунии и Лукаша Фабьяньского Вито занял место в воротах. Дебютировал в Лиге чемпионов в выездном матче против льежского «Стандарда». А в матче против команды «Уиган Атлетик», благодаря его нескольким сейвам, Арсенал добился победы со счётом 4:0. В матче против «Фулхэма» Вито вновь сохранил свои ворота в неприкосновенности, а «Арсенал» добился тяжелейшей выездной победы со счётом 1:0. После матча Арсен Венгер оценил действия своего третьего вратаря как «10 из 10».
3 июля 2013 года официальный сайт «Сандерленда» объявил о подписании Манноне сроком на два года.
19 июля 2017 года Манноне перешёл в «Рединг» за £2 млн, подписав трёхлетний контракт.
10 февраля 2019 года Манноне был взят в аренду клубом MLS «Миннесота Юнайтед» на один год. Из-за проблем с визой пропустив большую часть предсезонной подготовки, дебютировал в североамериканской лиге 2 марта в матче стартового тура сезона против «Ванкувер Уайткэпс». По итогам сезона 2019, в котором за 34 проведённых матча пропустил 43 мяча, совершил 129 сейвов, 11 матчей отстоял на ноль и в течение 259 минут не пропускал мячей, Манноне был признан вратарём года в MLS и был включён в символическую сборную сезона MLS. По окончании срока аренды «Миннесота Юнайтед» пыталась выкупить Манноне, но игрок отверг предложения клуба. В сезоне 2019 Манноне являлся вторым наиболее высокооплачиваемым вратарём в MLS с зарплатой в $594 тыс. в год, уступая лишь Брэду Гузану из «Атланты Юнайтед», получавшему $740 тыс. в год.

## Достижения
Командные
«Сандерленд»
- Финалист Кубка Английской лиги: 2013/14

«Монако»
- Финалист Кубка Франции: 2020/21

Индивидуальные
- Вратарь года в MLS: 2019
- Член символической сборной MLS: 2019